# Andrea Zorzi
Andrea Zorzi (né le 29 septembre 1965  à Noale) est un ancien joueur italien de volley-ball. Il mesure 2,01 m et jouait attaquant. Il totalise 325 sélections en équipe nationale d'Italie.

## Clubs
| Club                   | Pays   | De        | À         |
| ---------------------- | ------ | --------- | --------- |
| Silvolley Trebaseleghe | Italie | 1981-1982 | 1981-1982 |
| Thermomec Padoue       | Italie | 1982-1983 | 1984-1985 |
| Pallavolo Parme        | Italie | 1985-1986 | 1989-1990 |
| Gonzaga Milan          | Italie | 1990-1991 | 1993-1994 |
| Volley Trévise         | Italie | 1994-1995 | 1995-1996 |
| AS Volley Lube         | Italie | 1996-1997 | 1997-1998 |

## Palmarès
- Championnat du monde (2)
  - Vainqueur : 1990, 1994
- Championnat d'Europe (1)
  - Vainqueur : 1993
- Ligue mondiale (3)
  - Vainqueur : 1990, 1991, 1992
- World Grand Champions Cup (1)
  - Vainqueur : 1993
- World Super Four (1)
  - Vainqueur : 1994
- Ligue des champions (1)
  - Vainqueur : 1995
- Coupe des Coupes (3)
  - Vainqueur : 1988, 1989, 1990
- Supercoupe d'Europe (2)
  - Vainqueur : 1989, 1995
- Championnat d'Italie (2)
  - Vainqueur : 1990, 1996
- Coppa Italia (2)
  - Vainqueur : 1987, 1990